# Filip Adamski
Filip Kamil Adamski (Breslavia, Polonia, 5 de enero de 1983) es un deportista alemán que compitió en remo.
Participó en dos Juegos Olímpicos de Verano, obteniendo una medalla de oro en Londres 2012, en la prueba de ocho con timonel, y el sexto en Pekín 2008, en el cuatro sin timonel.
Ganó tres medallas en el Campeonato Mundial de Remo entre los años 2006 y 2010.

## Palmarés internacional
| Juegos Olímpicos   | Juegos Olímpicos          | Juegos Olímpicos  | Juegos Olímpicos   |
| Año                | Lugar                     | Medalla           | Prueba             |
| ------------------ | ------------------------- | ----------------- | ------------------ |
| 2012               | Londres (Reino Unido)     | Medalla de oro    | Ocho con timonel   |
| Campeonato Mundial |                           |                   |                    |
| Año                | Lugar                     | Medalla           | Prueba             |
| 2006               | Eton (Reino Unido)        | Medalla de plata  | Cuatro sin timonel |
| 2009               | Poznań (Polonia)          | Medalla de oro    | Ocho con timonel   |
| 2010               | Cambridge (Nueva Zelanda) | Medalla de bronce | Dos con timonel    |